# Ilha (bairro)

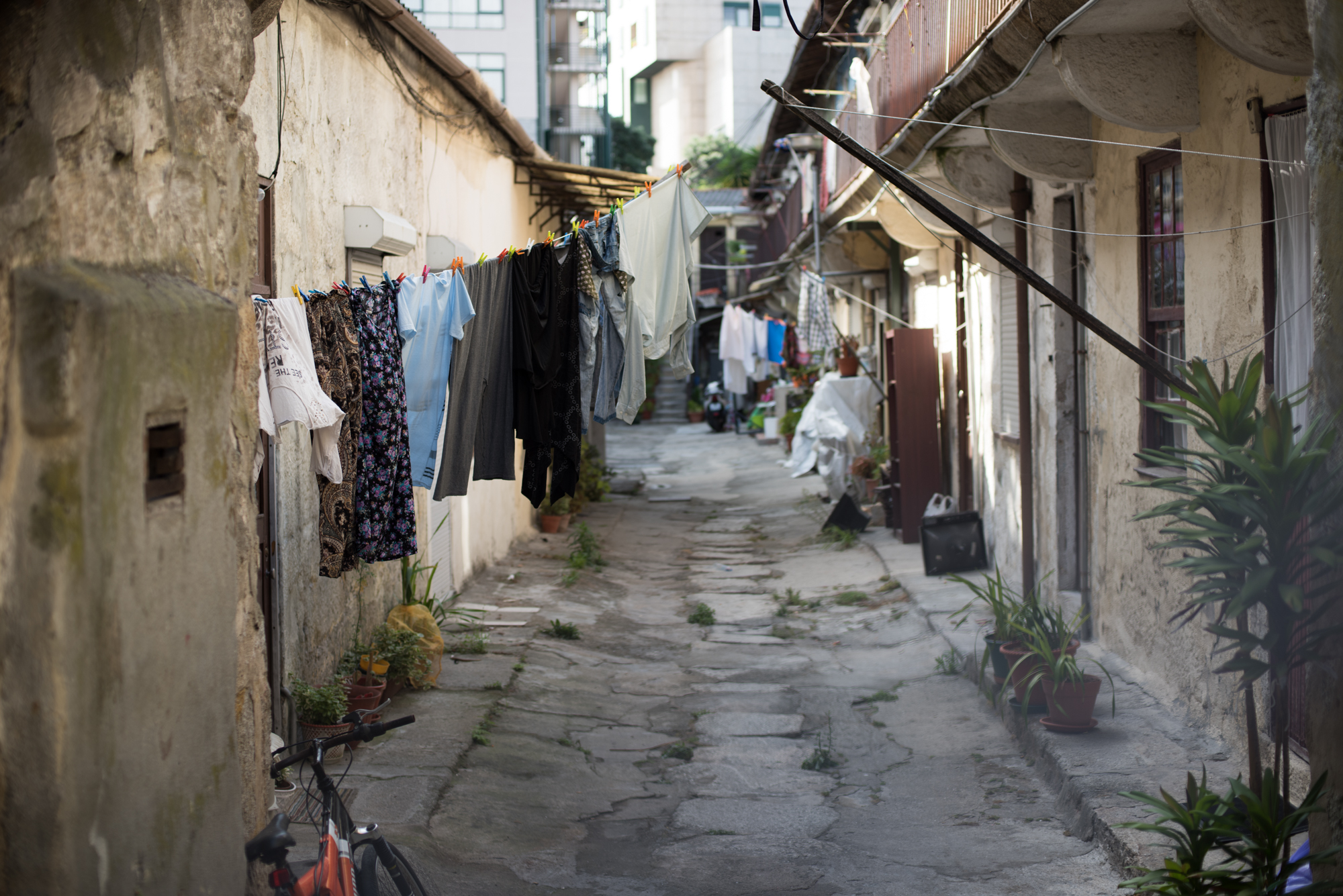
Ilha na zona do Bonfim, no Porto.

Dá-se o nome de ilha a um tipo de bairro que surgiu na cidade do Porto, em Portugal.

## História
A ilha do Porto é um tipo de habitação operária muito diferente do de outras cidades industriais, como Lisboa, onde existem os pátios, ou as cidades industriais europeias. Surgiram inicialmente na zona oriental da cidade, mas rapidamente se estenderam ao centro e aos concelhos limítrofes.
Para o aparecimento das ilhas acredita-se que tenha contribuído a grande influência inglesa na cidade. O esquema das ilhas é frequentemente associado às primeiras back-to-back houses em Leeds, quer em termos de morfologia, de promotores e em termos de intuito de construção.
A origem das ilhas é desconhecida sendo certo que no século XVIII já eram relatadas casas a que se chamava de ilhas.
Em inquirições de D. Afonso IV (1291-1357) fazem-se referência também a conjuntos de habitações com apenas uma saída para a rua.
Foi, no entanto, no final do século XIX, com o desenvolvimento industrial da cidade, e com a chegada de muitos migrantes das terras do norte do país, que este tipo de habitação se massificou.

## Arquitectura
O lote almadino tinha, normalmente, 5,5m de largura, de frente para a rua, por uns 100m de comprido. As casas burguesas eram construídas nos primeiros 30m, sendo que ficavam a sobrar uns 70m nas traseiras das casas. O proprietário abria uma ligação por baixo da casa por um corredor até ao fundo do quintal, de 1 a 2 metros de largura, e de um lado e de outro construía pequenas habitações precárias.
Essas eram então pequenas habitações com áreas que não excediam os 16 m² (algumas apenas com 9 m²), construídas em fila (algumas vezes também costas com costas), nos quintais das casas da classe média que davam para a rua. As frentes dessas habitações tinham, regra geral, cerca de 4 metros, tinham uma porta e uma janela (que deitavam para o corredor central). A primeira divisão, que ocupava quase toda a casa, era a sala. Ao fundo existia um quarto, de 2,5m por 1,5m, e uma cozinha, de 1,5m por 1,5m. Por vezes, era improvisado um pequeno quarto no sótão. As retretes eram comuns, sendo que correspondiam, em média, 1 retrete para cada 5 casas.

## Sociedade portuense em finais de século XIX
Na segunda metade do século XIX, o Porto vivia um clima de euforia industrial que atraiu à cidade populações rurais, vindas do Minho, de Trás-os-Montes e Alto Douro e da Beira Alta, fugidas da crise rural que ali se vivia. A procura de alojamentos baratos fez então destes aglomerados de construções abarracadas, com uma única entrada, um atractivo negócio, principalmente explorado por pequenos proprietários que, dispondo de pouco capital, viram nas ilhas a garantia de uma rápida recuperação do capital investido e, a curto prazo, lucros significativos.
Os interiores dessas casas, onde viviam famílias inteiras, facilmente de 10 ou mais pessoas, eram de madeira, não tinham esgotos, nem abastecimento de água, tinham ausência de ventilação e janelas pequenas que forneciam fraca iluminação. A juntar a estas condições a utilização comum de certos equipamentos, a convivência com animais ( em um inquerito assinalam 709 porcos em 1124 casas visitadas) e a falta de educação dessas pessoas e a pobreza moral de alguns, deixam imaginar o ambiente desses espaços.
Como o Código de Posturas Municipais de 1869 limitava a fiscalização camarária ao que era visível da rua (que neste caso eram as frentes de uma casa vulgar, normalmente a do promotor) e as ilhas acabavam por ser construídas no interior dos quarteirões, elas não estavam sujeitas ao controlo municipal, e à vista do cidadão. A uma primeira vista a cidade não mostrava aquela miséria.
Entre 1878 e 1890 teriam sido construídas 5.100 habitações nas ilhas (metade das que existiriam em 1900), onde segundo Ricardo Jorge habitaria, em 1899, um terço da população da cidade.
Segundo um inquérito realizado pela Câmara Municipal do Porto em 1939, havia então na cidade 1 152 ilhas abrigando 45 291 habitantes, ou seja, nessa altura, 17% da sua população total.
Seguindo uma tentativa de higienização da cidade, de forma a prevenir a ocorrência de surtos epidémicos, a partir da década de 1940, as autoridades municipais empenharam-se na demolição progressiva das ilhas do Porto, realojando as famílias em grandes bairros sociais, afastados do centro. Cinquenta anos depois, as ilhas ainda não foram completamente erradicadas do Porto, e do Grande Porto. Muitas mantêm-se firmes "de pedra e cal" e tentam renovar-se numa perspectiva de contrariar os espírito frio e impessoal que cada vez mais define a vida nos bairros sociais.
Dados recentes apontam para a persistência de 1.130 ilhas espalhadas pela cidade do Porto.